# Essence de fleur d'oranger

Linalol.

L'essence de fleurs d'orangers est une huile essentielle obtenue à partir de fleurs d'oranger doux (Citrus sinensis). 
Il ne faut pas la confondre avec l'essence de néroli, très utilisée en pâtisserie et en parfumerie, produite à partir de fleurs fraîches du bigaradier (Citrus aurantium L.), ni avec l'eau de fleur d'oranger qui est un coproduit de la distillation en phase vapeur des mêmes fleurs.

## Composition
L'essence de fleur d'oranger comporte 35 % d'hydrocarbures et 30 % de linalol.
Son poids spécifique est de 0,880. Son odeur est caractéristique. Elle est soluble dans l'éthanol à 80°.

## Produits dérivés
- L'esprit de fleurs d'oranger = 1 % d'essence de fleurs d'orangers dans de l'éthanol à 80°
- L'eau de fleurs d'oranger = 1 % d'esprit de fleurs d'orangers dans de l'eau de distillation

## Utilisations
- Antispasmodique
- Sédatif
- Parfumerie